# Лонгне-ан-Анжу
Лонгне-ан-Анжу (фр. Longuenée-en-Anjou) — муніципалітет у Франції, у регіоні Пеї-де-ла-Луар, департамент Мен і Луара. Лонгне-ан-Анжу утворено 1 січня 2016 року шляхом злиття муніципалітетів Ла-Меньянн, Ла-Мамброль-сюр-Лонгне, Ле-Плессі-Масе i Прюїльє. Адміністративним центром муніципалітету є Ла-Мамброль-сюр-Лонгне. Населення — 6334 особи (01.01.2021).